# Malaconotus gladiator
El gladiador pechiverde (Malaconotus gladiator) es una especie de ave paseriforme en la familia Malaconotidae.

## Distribución y hábitat
Se encuentra en el oeste de Camerún y el sudeste de Nigeria.
Sus hábitats naturales son los bosques montanos húmedos subtropicales o tropicales y las praderas de altitud subtropicales o tropicales. Se encuentra amenazada por pérdida de hábitat.